# Stockholm-Skavsta Lufthavn
Stockholm-Skavsta Lufthavn, (IATA: NYO, ICAO: ESKN) er en international lufthavn der ligger i nærheden af Nyköping, Sverige, cirka 100 km syd for hovedstaden Stockholm. I 2009 ekspederede den 2.524.633 passagerer og 16.588 landinger, hvilket gjorde Skavsta til landets 3. travleste lufthavn efter Stockholm-Arlanda og Göteborg-Landvetter. Lavprisselskabet Ryanair er den absolut største kunde i Skavsta og har flere fly med fast base her.

## Historie
Fra 2. verdenskrig og indtil 1980 var området en militær flybase. Da flyvåbnet havde forladt området valgte kommunen i 1984 af overtage bygninger og arealer, samt give det navnet Nyköping-Oxelösunds flygplats. I 1991 skiftede man det officielle navn til det nuværende. Det britiske firma TBI plc købte i 1998 90% af aktierne i lufthavnen af kommunen.

## Selskaber
- Gotlandsflyg (Visby, sommerrute)
- Ryanair
- Wizz Air
- TUIfly Nordic (Charter)
- Thomas Cook Airlines Scandinavia (Charter)